# András Ozsvár
András Ozsvár (Csongrád, 19 de febrero de 1957) es un deportista húngaro que compitió en judo.
Participó en los Juegos Olímpicos de Moscú 1980, obteniendo una medalla de bronce en la categoría abierta. Ganó dos medallas en el Campeonato Mundial de Judo en los años 1981 y 1983, y tres medallas en el Campeonato Europeo de Judo en los años 1981 y 1982.

## Palmarés internacional
| Juegos Olímpicos   | Juegos Olímpicos          | Juegos Olímpicos  | Juegos Olímpicos |
| Año                | Lugar                     | Medalla           | Categoría        |
| ------------------ | ------------------------- | ----------------- | ---------------- |
| 1980               | Moscú ( URSS)             | Medalla de bronce | Abierta          |
| Campeonato Mundial |                           |                   |                  |
| Año                | Lugar                     | Medalla           | Categoría        |
| 1981               | Maastricht (Países Bajos) | Medalla de bronce | Abierta          |
| 1983               | Moscú ( URSS)             | Medalla de bronce | Abierta          |
| Campeonato Europeo |                           |                   |                  |
| Año                | Lugar                     | Medalla           | Categoría        |
| 1981               | Debrecen (Hungría)        | Medalla de bronce | Abierta          |
| 1982               | Rostock (RDA)             | Medalla de plata  | Abierta          |
| 1982               | Rostock (RDA)             | Medalla de bronce | +95 kg           |